# اقتصاديات الاحترار العالمي

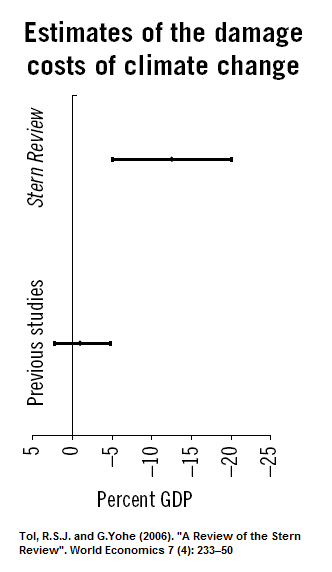
تقديرات الأضرار الاقتصادية الناجمة عن تغير المناخ: مقارنة بين مراجعة ستيرن 2006 والدراسات المستقلة

تتعلق اقتصاديات الاحتباس الحراري بالجوانب الاقتصادية للاحتباس الحراري. هناك عدد من العوامل التي تجعل هذه المشكلة صعبة من كلا المنظورين، الاقتصادي والسياسي: إنها مشكلة طويلة الأمد بين الأجيال؛ تُوزع الفوائد والتكاليف بشكل غير متساو داخل البلدان وفيما بينها؛ ويلزم أخذ الآراء العلمية والعامة في عين الاعتبار. يعد  ثاني أكسيد الكربون أحد أهم الغازات الدفيئة. يمكن أن يبقى حوالي 20٪ من ثاني أكسيد الكربون المنبعث بسبب الأنشطة البشرية في غلاف الأرض الجوي لعدة آلاف من السنين.
دفعت المقاييس الزمنية الطويلة والشكوك المرتبطة بالاحتباس الحراري، المحللين إلى وضع «سيناريوهات» للتغيرات البيئية والاجتماعية والاقتصادية المستقبلية. يمكن أن تساعد هذه السيناريوهات الحكومات في فهم العواقب المحتملة لقراراتها. تشمل آثار تغير المناخ فقدان التنوع البيولوجي وارتفاع مستوى سطح البحر وزيادة وتيرة وشدة بعض الظواهر الجوية الشديدة وتحمض المحيطات. لقد حاول الاقتصاديون تحديد هذه الآثار من الناحية النقدية، ولكن بإمكان أن تكون هذه التقييمات مثيرة للجدل. يتمثل الردان السياسيان الرئيسيان فيما يتعلق بالاحترار العالمي، في خفض انبعاثات الغازات الدفيئة (التخفيف من تغير المناخ) والتكيف مع آثار الاحترار العالمي (على سبيل المثال، عن طريق بناء السدود استجابة لارتفاع مستوى سطح البحر).
هناك استجابة سياسية أخرى حظيت مؤخرًا باهتمام أكبر، وهي الهندسة الجيولوجية لنظام المناخ (على سبيل المثال ضخ الهباء الجوي في الغلاف الجوي لعكس ضوء الشمس بعيدًا عن سطح الأرض). تعد إحدى الإجابات لحالات عدم اليقين الناجمة عن الاحترار العالمي، لزوم تبني إستراتيجية متتابعة لصنع القرار. تدرك هذه الاستراتيجية أن القرارات المتعلقة بالاحتباس الحراري ستُتخذ بمعلومات غير كاملة، وأن القرارات في المدى القريب سيكون لها آثار طويلة المدى. قد تختار الحكومات استخدام إدارة المخاطر لتكون جزءًا من استجابتها لسياسة الاحترار العالمي. على سبيل المثال، يمكن تطبيق نهج قائم على المخاطر على التأثيرات المناخية التي يصعب تقديرها كميًا من الناحية الاقتصادية، مثل آثار الاحتباس الحراري. قيم المحللون الاحترار العالمي وعلاقته بالتنمية المستدامة. تدرس التنمية المستدامة كيف يمكن أن تتأثر الأجيال المقبلة بتصرفات الجيل الحالي. في بعض المناطق، قد تساهم السياسات المصممة لمعالجة الاحترار العالمي بشكل إيجابي في تحقيق الأهداف التنموية الأخرى. في مناطق أخرى، قد تؤدي تكلفة سياسات الاحتباس الحراري إلى إبعاد الموارد عن الاستثمارات المفيدة اجتماعيًا وبيئيًا (تكاليف الفرصة لتغيير سياسة المناخ).

## السيناريوهات
إن إنتاج سيناريوهات للتنمية الاقتصادية المستقبلية هو أحد الجوانب الاقتصادية لتغير المناخ. يمكن للتطورات الاقتصادية المستقبلية، أن تؤثر على سبيل المثال، على مدى تأثر المجتمع بتغير المناخ في المستقبل، وما يمكن أن تكون عليه الآثار المستقبلية لتغير المناخ، وكذلك على مستوى انبعاثات الغازات الدفيئة في المستقبل.

### سيناريوهات الانبعاثات
في السيناريوهات المصممة لتوقع انبعاثات الغازات الدفيئة في المستقبل، غالبًا ما يُجمع بين التوقعات الاقتصادية، مثل التغييرات في مستويات الدخل المستقبلية، مع التوقعات الأخرى التي تؤثر على الانبعاثات، مثل عدد السكان في المستقبل. نظرًا لأن هذه التغييرات المستقبلية غير مؤكدة للغاية، فتخيل وتحديد السيناريوهات، هي أحد الأساليب المُستعملة. عند تحليل السيناريو، تُطور السيناريوهات الأخرى التي تستند إلى افتراضات مختلفة، لأنماط التطوير المستقبلية. مثال على ذلك، سيناريوهات الانبعاثات التي تنتجها الهيئة الحكومية الدولية المعنية بتغير المناخ. تتوقع سيناريوهات هذا التقرير مجموعة واسعة من مستويات الانبعاثات المستقبلية المحتملة. سيناريوهات التقرير الخاص، هي سيناريوهات تمثل «خط البداية» أو «عدم التدخل»، وذلك لأنها تفترض عدم وجود تدابير سياسة محددة للتحكم في انبعاثات الغازات الدفيئة في المستقبل. تحتوي سيناريوهات التقرير الخاص المختلفة على افتراضات مختلفة على نطاق واسع للتغيرات الاجتماعية والاقتصادية المستقبلية. على سبيل المثال، سيناريو أ2 الذي يتوقع أن المستوى السكاني المستقبلي سيبلغ 15 مليار شخص في عام 2100، لكن سيناريو ب1، فيتوقع مستوى سكانيًا أقل، يبلغ 7 مليارات شخص. طور بعض المحللين سيناريوهات تشير إلى استمرار السياسات الحالية في المستقبل. تسمى هذه السيناريوهات أحيانًا بسيناريوهات «العمل كالمعتاد». يميل الخبراء الذين يعملون على السيناريوهات إلى تفضيل مصطلح «الإسقاطات» على «التنبؤات» أو «التوقعات».  يؤكد هذا التمييز على النقطة التي تشير إلى أن الاحتمالات ليست مخصصة للسيناريوهات، واعتماد الانبعاثات المستقبلية على القرارات المتخذة الآن وفي المستقبل. هناك طريقة أخرى تتمثل في التحليل المُبهم، إذ يحاول المحللون تقدير احتمالية حدوث تغييرات مستقبلية في مستويات الانبعاثات.

### السيناريوهات المستقبلية العالمية
يمكن اعتبار السيناريوهات «المستقبلية العالمية»، أحداثًا مستقبلية محتملة التحقق. كما تسمح بوصف العوامل التي يصعب تحديدها ولكنها مهمة أكثر في التأثير على انبعاثات الغازات الدفيئة في المستقبل. يتضمن تقرير التقييم الثالث للفريق الحكومي الدولي المعني بتغير المناخ (موريتا وآل، 2001)  تقييمًا لـ 124 سيناريوهات مستقبلية عالمية. تُصور هذه السيناريوهات مجموعة واسعة من الخطط المستقبلية المحتملة. بعضها متشائم، على سبيل المثال، تصور 5 سيناريوهات الانهيار المستقبلي للمجتمع البشري. أما البعض الآخر فهو متفائل، نذكر على سبيل المثال ما هو متوقع في 5 سيناريوهات أخرى، إذ من المتوقع حل «التطورات المستقبلية التكنولوجية» معظم أو جميع مشاكل الإنسانية. تتوقع معظم السيناريوهات أضرارًا متزايدة على البيئة، لكن تتوقع العديد من السيناريوهات الأخرى عكس ذلك على المدى البعيد.
في بعض السيناريوهات، لم يعثر موريتا وآل. (2001) على أنماط قوية في العلاقة بين النشاط الاقتصادي وانبعاثات الغازات الدفيئة. هذه العلاقة في حد ذاتها ليست دليلًا على العلاقة السببية، وتعكس السيناريوهات التي قُيمت فقط (الارتباط لا يقتضي السببية). يتوافق النمو الاقتصادي في السيناريوهات المُفترضة مع زيادة أو انخفاض انبعاثات الغازات الدفيئة. يُتوسط نمو الانبعاثات في الحالة الأخيرة عن طريق زيادة حفظ الطاقة، والتحول لاستعمال مصادر الطاقة غير الأحفورية، و/ أو التحول إلى اقتصاد ما بعد الصناعة (صناعة الخدمات). وتتوقع معظم السيناريوهات التي تتوقع ارتفاع غازات الدفيئة،  مستويات منخفضة من التدخل الحكومي في الاقتصاد. تنطوي السيناريوهات التي تتوقع نقص نسبة غازات الدفيئة بشكل عام في المستقبل، على إمكانية ارتفاع  تدخل الحكومة في الاقتصاد.

### العوامل المؤثرة على نمو الانبعاثات
تاريخيًا، كانت التنمية الاقتصادية سببًا لنمو انبعاثات غازات الدفيئة. يمثل استخدام هوية كايا، إحدى الطرق لفهم اتجاهات انبعاثات الغازات الدفيئة. تقسم هوية كايا نمو الانبعاثات، إلى تأثيرات مغيرة في عدد السكان، الثراء الاقتصادي، والتكنولوجيا:

انبعاثات ثاني أكسيد الكربون الناتجة عن الطاقة ≡
السكان × (إجمالي الناتج المحلي) لكل فرد من السكان) × (استخدام الطاقة/ إجمالي الناتج المحلي) × (انبعاثات ثاني أكسيد الكربون/ استخدام الطاقة)
يُستخدم الناتج المحلي الإجمالي للفرد (أو «معدل دخل الفرد») لقياس الثراء الاقتصادي، وتوصف التغييرات في التكنولوجيا من خلال مصطلحين آخرين: (استخدام الطاقة/ الناتج المحلي الإجمالي) و (انبعاثات ثاني أكسيد الكربون/ استخدام الطاقة المرتبط بالطاقة). وغالبًا ما يشار إلى هذين المصطلحين باسم «كثافة الطاقة في إجمالي الناتج المحلي» و«كثافة الكربون في الطاقة»، على التوالي. لاحظ إشارة المصطلح المختصر «كثافة الكربون»  إلى كثافة الكربون في الناتج المحلي الإجمالي  أيضًا، أي (انبعاثات ثاني أكسيد الكربون المرتبطة بالطاقة/ الناتج المحلي الإجمالي للطاقة). سوف تقلل التخفيضات في كثافة الطاقة في الناتج المحلي الإجمالي و/ أو كثافة الكربون في الطاقة، من انبعاثات ثاني أكسيد الكربون المرتبطة بالطاقة.